# 1281
Portal Geschichte | Portal Biografien | Aktuelle Ereignisse | Jahreskalender | Tagesartikel

◄ |
12. Jahrhundert |
13. Jahrhundert
| 14. Jahrhundert | ►

◄ |
1250er |
1260er |
1270er |
1280er
| 1290er | 1300er | 1310er | ►

◄◄ |
◄ |
1277 |
1278 |
1279 |
1280 |
1281
| 1282 | 1283 | 1284 | 1285 | ► | ►►
Staatsoberhäupter  · Nekrolog
| Januar | Januar | Januar | Januar | Januar | Januar | Januar | Januar |
| Kw     | Mo     | Di     | Mi     | Do     | Fr     | Sa     | So     |
| 1      |        |        | 1      | 2      | 3      | 4      | 5      |
| 2      | 6      | 7      | 8      | 9      | 10     | 11     | 12     |
| 3      | 13     | 14     | 15     | 16     | 17     | 18     | 19     |
| 4      | 20     | 21     | 22     | 23     | 24     | 25     | 26     |
| 5      | 27     | 28     | 29     | 30     | 31     |        |        |
| ------ | ------ | ------ | ------ | ------ | ------ | ------ | ------ |

| Februar | Februar | Februar | Februar | Februar | Februar | Februar | Februar |
| Kw      | Mo      | Di      | Mi      | Do      | Fr      | Sa      | So      |
| 5       |         |         |         |         |         | 1       | 2       |
| 6       | 3       | 4       | 5       | 6       | 7       | 8       | 9       |
| 7       | 10      | 11      | 12      | 13      | 14      | 15      | 16      |
| 8       | 17      | 18      | 19      | 20      | 21      | 22      | 23      |
| 9       | 24      | 25      | 26      | 27      | 28      |         |         |
| ------- | ------- | ------- | ------- | ------- | ------- | ------- | ------- |

| März | März | März | März | März | März | März | März |
| Kw   | Mo   | Di   | Mi   | Do   | Fr   | Sa   | So   |
| 9    |      |      |      |      |      | 1    | 2    |
| 10   | 3    | 4    | 5    | 6    | 7    | 8    | 9    |
| 11   | 10   | 11   | 12   | 13   | 14   | 15   | 16   |
| 12   | 17   | 18   | 19   | 20   | 21   | 22   | 23   |
| 13   | 24   | 25   | 26   | 27   | 28   | 29   | 30   |
| 14   | 31   |      |      |      |      |      |      |
| ---- | ---- | ---- | ---- | ---- | ---- | ---- | ---- |

| April | April | April | April | April | April | April | April |
| Kw    | Mo    | Di    | Mi    | Do    | Fr    | Sa    | So    |
| 14    |       | 1     | 2     | 3     | 4     | 5     | 6     |
| 15    | 7     | 8     | 9     | 10    | 11    | 12    | 13    |
| 16    | 14    | 15    | 16    | 17    | 18    | 19    | 20    |
| 17    | 21    | 22    | 23    | 24    | 25    | 26    | 27    |
| 18    | 28    | 29    | 30    |       |       |       |       |
| ----- | ----- | ----- | ----- | ----- | ----- | ----- | ----- |

| Mai | Mai | Mai | Mai | Mai | Mai | Mai | Mai |
| Kw  | Mo  | Di  | Mi  | Do  | Fr  | Sa  | So  |
| 18  |     |     |     | 1   | 2   | 3   | 4   |
| 19  | 5   | 6   | 7   | 8   | 9   | 10  | 11  |
| 20  | 12  | 13  | 14  | 15  | 16  | 17  | 18  |
| 21  | 19  | 20  | 21  | 22  | 23  | 24  | 25  |
| 22  | 26  | 27  | 28  | 29  | 30  | 31  |     |
| --- | --- | --- | --- | --- | --- | --- | --- |

| Juni | Juni | Juni | Juni | Juni | Juni | Juni | Juni |
| Kw   | Mo   | Di   | Mi   | Do   | Fr   | Sa   | So   |
| 22   |      |      |      |      |      |      | 1    |
| 23   | 2    | 3    | 4    | 5    | 6    | 7    | 8    |
| 24   | 9    | 10   | 11   | 12   | 13   | 14   | 15   |
| 25   | 16   | 17   | 18   | 19   | 20   | 21   | 22   |
| 26   | 23   | 24   | 25   | 26   | 27   | 28   | 29   |
| 27   | 30   |      |      |      |      |      |      |
| ---- | ---- | ---- | ---- | ---- | ---- | ---- | ---- |

| Juli | Juli | Juli | Juli | Juli | Juli | Juli | Juli |
| Kw   | Mo   | Di   | Mi   | Do   | Fr   | Sa   | So   |
| 27   |      | 1    | 2    | 3    | 4    | 5    | 6    |
| 28   | 7    | 8    | 9    | 10   | 11   | 12   | 13   |
| 29   | 14   | 15   | 16   | 17   | 18   | 19   | 20   |
| 30   | 21   | 22   | 23   | 24   | 25   | 26   | 27   |
| 31   | 28   | 29   | 30   | 31   |      |      |      |
| ---- | ---- | ---- | ---- | ---- | ---- | ---- | ---- |

| August | August | August | August | August | August | August | August |
| Kw     | Mo     | Di     | Mi     | Do     | Fr     | Sa     | So     |
| 31     |        |        |        |        | 1      | 2      | 3      |
| 32     | 4      | 5      | 6      | 7      | 8      | 9      | 10     |
| 33     | 11     | 12     | 13     | 14     | 15     | 16     | 17     |
| 34     | 18     | 19     | 20     | 21     | 22     | 23     | 24     |
| 35     | 25     | 26     | 27     | 28     | 29     | 30     | 31     |
| ------ | ------ | ------ | ------ | ------ | ------ | ------ | ------ |

| September | September | September | September | September | September | September | September |
| Kw        | Mo        | Di        | Mi        | Do        | Fr        | Sa        | So        |
| 36        | 1         | 2         | 3         | 4         | 5         | 6         | 7         |
| 37        | 8         | 9         | 10        | 11        | 12        | 13        | 14        |
| 38        | 15        | 16        | 17        | 18        | 19        | 20        | 21        |
| 39        | 22        | 23        | 24        | 25        | 26        | 27        | 28        |
| 40        | 29        | 30        |           |           |           |           |           |
| --------- | --------- | --------- | --------- | --------- | --------- | --------- | --------- |

| Oktober | Oktober | Oktober | Oktober | Oktober | Oktober | Oktober | Oktober |
| Kw      | Mo      | Di      | Mi      | Do      | Fr      | Sa      | So      |
| 40      |         |         | 1       | 2       | 3       | 4       | 5       |
| 41      | 6       | 7       | 8       | 9       | 10      | 11      | 12      |
| 42      | 13      | 14      | 15      | 16      | 17      | 18      | 19      |
| 43      | 20      | 21      | 22      | 23      | 24      | 25      | 26      |
| 44      | 27      | 28      | 29      | 30      | 31      |         |         |
| ------- | ------- | ------- | ------- | ------- | ------- | ------- | ------- |

| November | November | November | November | November | November | November | November |
| Kw       | Mo       | Di       | Mi       | Do       | Fr       | Sa       | So       |
| 44       |          |          |          |          |          | 1        | 2        |
| 45       | 3        | 4        | 5        | 6        | 7        | 8        | 9        |
| 46       | 10       | 11       | 12       | 13       | 14       | 15       | 16       |
| 47       | 17       | 18       | 19       | 20       | 21       | 22       | 23       |
| 48       | 24       | 25       | 26       | 27       | 28       | 29       | 30       |
| -------- | -------- | -------- | -------- | -------- | -------- | -------- | -------- |

| Dezember | Dezember | Dezember | Dezember | Dezember | Dezember | Dezember | Dezember |
| Kw       | Mo       | Di       | Mi       | Do       | Fr       | Sa       | So       |
| 49       | 1        | 2        | 3        | 4        | 5        | 6        | 7        |
| 50       | 8        | 9        | 10       | 11       | 12       | 13       | 14       |
| 51       | 15       | 16       | 17       | 18       | 19       | 20       | 21       |
| 52       | 22       | 23       | 24       | 25       | 26       | 27       | 28       |
| 1        | 29       | 30       | 31       |          |          |          |          |
| -------- | -------- | -------- | -------- | -------- | -------- | -------- | -------- |

| Januar | Januar | Januar | Januar | Januar | Januar | Januar | Januar |
| Kw     | Mo     | Di     | Mi     | Do     | Fr     | Sa     | So     |
| 1      |        |        | 1      | 2      | 3      | 4      | 5      |
| 2      | 6      | 7      | 8      | 9      | 10     | 11     | 12     |
| 3      | 13     | 14     | 15     | 16     | 17     | 18     | 19     |
| 4      | 20     | 21     | 22     | 23     | 24     | 25     | 26     |
| 5      | 27     | 28     | 29     | 30     | 31     |        |        |
| ------ | ------ | ------ | ------ | ------ | ------ | ------ | ------ |

| Februar | Februar | Februar | Februar | Februar | Februar | Februar | Februar |
| Kw      | Mo      | Di      | Mi      | Do      | Fr      | Sa      | So      |
| 5       |         |         |         |         |         | 1       | 2       |
| 6       | 3       | 4       | 5       | 6       | 7       | 8       | 9       |
| 7       | 10      | 11      | 12      | 13      | 14      | 15      | 16      |
| 8       | 17      | 18      | 19      | 20      | 21      | 22      | 23      |
| 9       | 24      | 25      | 26      | 27      | 28      |         |         |
| ------- | ------- | ------- | ------- | ------- | ------- | ------- | ------- |

| März | März | März | März | März | März | März | März |
| Kw   | Mo   | Di   | Mi   | Do   | Fr   | Sa   | So   |
| 9    |      |      |      |      |      | 1    | 2    |
| 10   | 3    | 4    | 5    | 6    | 7    | 8    | 9    |
| 11   | 10   | 11   | 12   | 13   | 14   | 15   | 16   |
| 12   | 17   | 18   | 19   | 20   | 21   | 22   | 23   |
| 13   | 24   | 25   | 26   | 27   | 28   | 29   | 30   |
| 14   | 31   |      |      |      |      |      |      |
| ---- | ---- | ---- | ---- | ---- | ---- | ---- | ---- |

| April | April | April | April | April | April | April | April |
| Kw    | Mo    | Di    | Mi    | Do    | Fr    | Sa    | So    |
| 14    |       | 1     | 2     | 3     | 4     | 5     | 6     |
| 15    | 7     | 8     | 9     | 10    | 11    | 12    | 13    |
| 16    | 14    | 15    | 16    | 17    | 18    | 19    | 20    |
| 17    | 21    | 22    | 23    | 24    | 25    | 26    | 27    |
| 18    | 28    | 29    | 30    |       |       |       |       |
| ----- | ----- | ----- | ----- | ----- | ----- | ----- | ----- |

| Mai | Mai | Mai | Mai | Mai | Mai | Mai | Mai |
| Kw  | Mo  | Di  | Mi  | Do  | Fr  | Sa  | So  |
| 18  |     |     |     | 1   | 2   | 3   | 4   |
| 19  | 5   | 6   | 7   | 8   | 9   | 10  | 11  |
| 20  | 12  | 13  | 14  | 15  | 16  | 17  | 18  |
| 21  | 19  | 20  | 21  | 22  | 23  | 24  | 25  |
| 22  | 26  | 27  | 28  | 29  | 30  | 31  |     |
| --- | --- | --- | --- | --- | --- | --- | --- |

| Juni | Juni | Juni | Juni | Juni | Juni | Juni | Juni |
| Kw   | Mo   | Di   | Mi   | Do   | Fr   | Sa   | So   |
| 22   |      |      |      |      |      |      | 1    |
| 23   | 2    | 3    | 4    | 5    | 6    | 7    | 8    |
| 24   | 9    | 10   | 11   | 12   | 13   | 14   | 15   |
| 25   | 16   | 17   | 18   | 19   | 20   | 21   | 22   |
| 26   | 23   | 24   | 25   | 26   | 27   | 28   | 29   |
| 27   | 30   |      |      |      |      |      |      |
| ---- | ---- | ---- | ---- | ---- | ---- | ---- | ---- |

| Juli | Juli | Juli | Juli | Juli | Juli | Juli | Juli |
| Kw   | Mo   | Di   | Mi   | Do   | Fr   | Sa   | So   |
| 27   |      | 1    | 2    | 3    | 4    | 5    | 6    |
| 28   | 7    | 8    | 9    | 10   | 11   | 12   | 13   |
| 29   | 14   | 15   | 16   | 17   | 18   | 19   | 20   |
| 30   | 21   | 22   | 23   | 24   | 25   | 26   | 27   |
| 31   | 28   | 29   | 30   | 31   |      |      |      |
| ---- | ---- | ---- | ---- | ---- | ---- | ---- | ---- |

| August | August | August | August | August | August | August | August |
| Kw     | Mo     | Di     | Mi     | Do     | Fr     | Sa     | So     |
| 31     |        |        |        |        | 1      | 2      | 3      |
| 32     | 4      | 5      | 6      | 7      | 8      | 9      | 10     |
| 33     | 11     | 12     | 13     | 14     | 15     | 16     | 17     |
| 34     | 18     | 19     | 20     | 21     | 22     | 23     | 24     |
| 35     | 25     | 26     | 27     | 28     | 29     | 30     | 31     |
| ------ | ------ | ------ | ------ | ------ | ------ | ------ | ------ |

| September | September | September | September | September | September | September | September |
| Kw        | Mo        | Di        | Mi        | Do        | Fr        | Sa        | So        |
| 36        | 1         | 2         | 3         | 4         | 5         | 6         | 7         |
| 37        | 8         | 9         | 10        | 11        | 12        | 13        | 14        |
| 38        | 15        | 16        | 17        | 18        | 19        | 20        | 21        |
| 39        | 22        | 23        | 24        | 25        | 26        | 27        | 28        |
| 40        | 29        | 30        |           |           |           |           |           |
| --------- | --------- | --------- | --------- | --------- | --------- | --------- | --------- |

| Oktober | Oktober | Oktober | Oktober | Oktober | Oktober | Oktober | Oktober |
| Kw      | Mo      | Di      | Mi      | Do      | Fr      | Sa      | So      |
| 40      |         |         | 1       | 2       | 3       | 4       | 5       |
| 41      | 6       | 7       | 8       | 9       | 10      | 11      | 12      |
| 42      | 13      | 14      | 15      | 16      | 17      | 18      | 19      |
| 43      | 20      | 21      | 22      | 23      | 24      | 25      | 26      |
| 44      | 27      | 28      | 29      | 30      | 31      |         |         |
| ------- | ------- | ------- | ------- | ------- | ------- | ------- | ------- |

| November | November | November | November | November | November | November | November |
| Kw       | Mo       | Di       | Mi       | Do       | Fr       | Sa       | So       |
| 44       |          |          |          |          |          | 1        | 2        |
| 45       | 3        | 4        | 5        | 6        | 7        | 8        | 9        |
| 46       | 10       | 11       | 12       | 13       | 14       | 15       | 16       |
| 47       | 17       | 18       | 19       | 20       | 21       | 22       | 23       |
| 48       | 24       | 25       | 26       | 27       | 28       | 29       | 30       |
| -------- | -------- | -------- | -------- | -------- | -------- | -------- | -------- |

| Dezember | Dezember | Dezember | Dezember | Dezember | Dezember | Dezember | Dezember |
| Kw       | Mo       | Di       | Mi       | Do       | Fr       | Sa       | So       |
| 49       | 1        | 2        | 3        | 4        | 5        | 6        | 7        |
| 50       | 8        | 9        | 10       | 11       | 12       | 13       | 14       |
| 51       | 15       | 16       | 17       | 18       | 19       | 20       | 21       |
| 52       | 22       | 23       | 24       | 25       | 26       | 27       | 28       |
| 1        | 29       | 30       | 31       |          |          |          |          |
| -------- | -------- | -------- | -------- | -------- | -------- | -------- | -------- |

## Ereignisse

### Politik und Weltgeschehen

#### Asien
- Das von Kublai Khan eingerichtete mongolische Amt zur Züchtigung Japans bereitet von China und Korea aus einen weiteren Versuch einer Invasion in Japan vor. Die Chinesen sehen sich jedoch mit logistischen Problemen konfrontiert, ausgelöst durch einen Aufstand von Hafenarbeitern, den Tod eines hohen chinesischen Offiziers und Schwierigkeiten bei der Besetzung der Schiffsmannschaften, weshalb sie erst im Sommer bereit zum Auslaufen sind. Dagegen drängen die Mongolen die Koreaner, die bereits im Frühling angriffsbereit sind, zu einer Attacke auf die japanische Insel Tsushima, ohne auf die Unterstützung der Chinesen zu warten. Diesen ersten Angriff können die Japaner aber aufgrund ihrer verbesserten Verteidigung zurückschlagen.

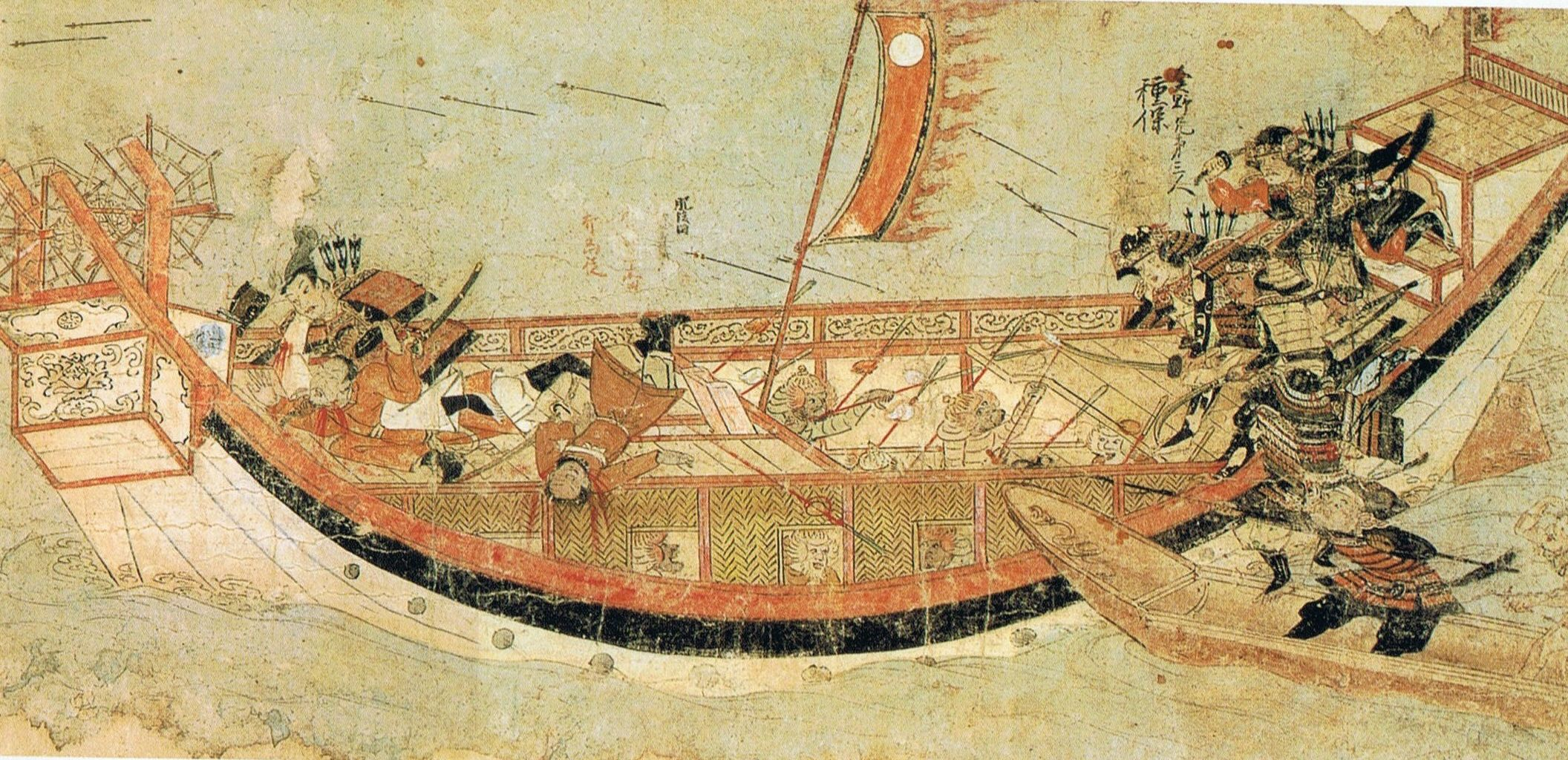
Japanische Samurai entern mongolische Schiffe, Mōko Shūrai Ekotoba, ca. 1293

- 15. August: Ein Taifun, später in Japan als Kamikaze bezeichnet, entscheidet eine Seeschlacht um Japan zu Gunsten des japanischen Kamakura-Shōgunats, die mongolische Streitmacht scheitert. Der größte Teil der mongolischen Streitkräfte, angeblich über 100.000 Mann, kommen bei dem Sturm ums Leben.
- 23. September: Die Nachricht vom Sieg erreicht den Bakufu. Trotzdem muss das japanische Heer bei den Waffen bleiben, weil eine weitere mongolische Invasion befürchtet wird. Obwohl die mongolischen Invasionen erfolgreich abgewehrt werden konnten, führen sie durch die hohe finanzielle Belastung zu einer Schwächung des Shōgunats.

#### Europa
- Friedrich der Unartige beginnt einen Krieg gegen seinen Vater, Landgraf Albrecht den Entarteten von Thüringen, weil sein Vater den Halbbruder Apitz bevorzugt. Er wird dabei von seinem Bruder Dietrich IV. von der Lausitz unterstützt, gerät aber noch im gleichen Jahr in Gefangenschaft.

Wappen der Walramiden von Zweibrücken

- Nach dem Tod Graf Heinrichs II. übernehmen seine Söhne Eberhard I. und Walram I. zunächst gemeinsam die Regierung der Grafschaft Zweibrücken.

#### Stadtrechte und urkundliche Ersterwähnungen
- 7. Mai: Die Dithmarscher Kirchspiele Albersdorf, Burg, Delve, Eddelak, Hennstedt, Wesselburen und Wöhrden werden erstmals urkundlich erwähnt.
- Eubach, Hornussen, Liesberg, Neunkirchen (Saar), Neuthard, Rottenschwil, Selb, Spielberg, Stein, Torgelow, Untersteinach, Wallbach und Wallerstädten werden erstmals urkundlich erwähnt.
- König Rudolf I. von Habsburg erhebt Hagenbach zur freien Stadt.

### Wissenschaft und Technik
- Der islamische Gelehrte Kutb al Din al Schirasi beschreibt ein von dem Ptolemäischen abweichendes Planetenmodell, in dem gleichförmige Bewegungen wichtiger sind.
- Keine andere Stadt in Deutschland hat in der zweiten Hälfte des 13. Jahrhunderts mehr Studenten als Erfurt. Im Carmen satiricum occulti Erfordensis des Nikolaus von Bibra (/1284) wird die Zahl von 1000 Erfurter Scholaren angegeben.

### Kultur
- Konrad von Würzburg beginnt mit der Arbeit an dem historischen Epos Trojanerkrieg, das aufgrund seines Todes 1287 unvollendet bleibt.

### Religion

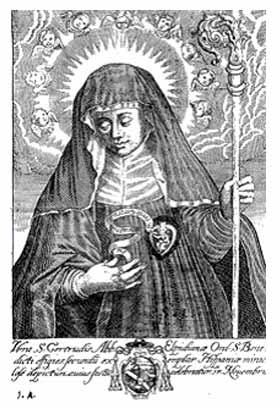
Gertrud von Helfta

- 27. Januar: Gertrud von Helfta, Zisterzienserin, erfährt ein „mystisches“ Schlüsselerlebnis, das sie später aufzeichnet. Seitdem berichtet sie ihre Visionen, Erscheinungen, Auditionen, Meditationen und Gebete ihren Mitschwestern, die sie aufzeichnen bzw. die Gertrud selbst niederschreibt.
- Nach dem Tod von Bruno von Schauenburg am 17. Februar wählt das Domkapitel einstimmig Theoderich von Neuhaus zu seinem Nachfolger als Bischof von Olmütz. Es ist die erste Wahl, die das Domkapitel selbständig vornehmen darf. Sie wird vom Mainzer Erzbischof Werner von Eppstein geleitet, zu dessen Kirchenprovinz auch Böhmen und Mähren gehören. Die Bischofsweihe Theoderichs erfolgt im selben Jahr durch den Prager Bischof Tobias von Bechin.
- 22. Februar: Der französische Kardinal Simon de Brion wird auf Druck Karls I. von Neapel-Sizilien nach halbjährigem Konklave in Viterbo als Nachfolger des verstorbenen Nikolaus III. zum Papst gewählt und nimmt den Namen Martin IV. an. Eine seiner Maßnahmen betrifft die Dominikaner: In einem Privilegium wird „dem Provinzial im Verein mit den ihm beigegebenen Definitoren die Vollmacht erteilt, Prediger und Beichtväter aussenden zu dürfen, ein Recht, das bisher nur der Ordensgeneral besaß“.
- Bischof Otto von Rietberg gründet den Dominikanerorden in Warburg.
- Der Dominikaner und Hagiograph Jacobus de Voragine wird Provinzial der Ordensprovinz Lombardei.

### Natur und Umwelt
- Deutschland: Der Winter ist kalt und schneereich.

## Geboren

### Geburtsdatum gesichert

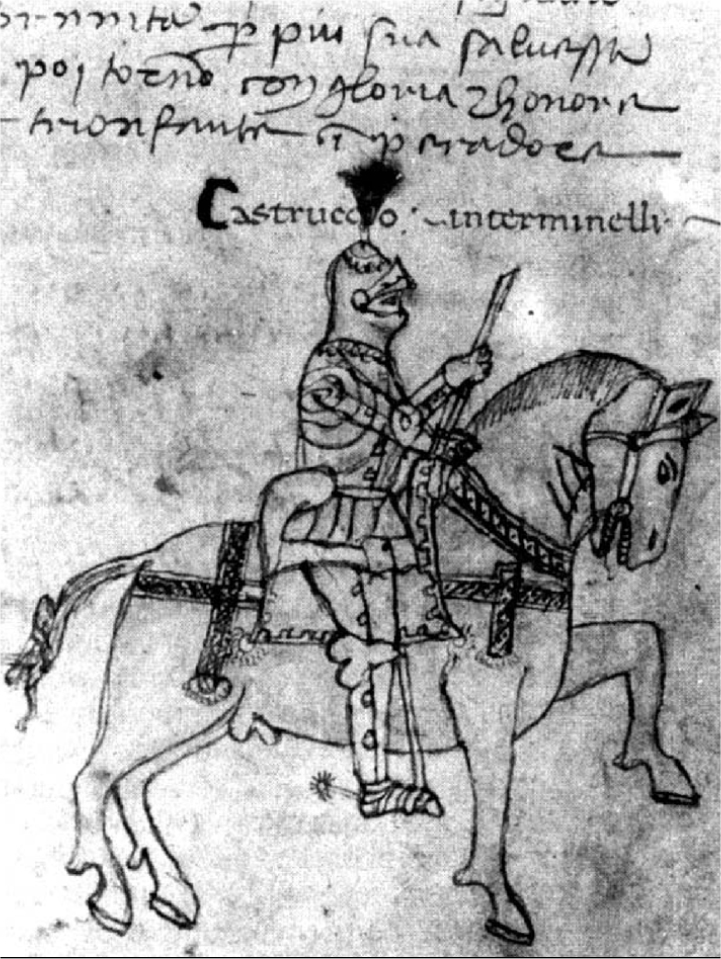
Castruccio interminelli

- 29. März: Castruccio Castracani, italienischer Condottiere und Herzog von Lucca († 1328)
- 28. Oktober: Henry Grey, 3. Baron Grey de Wilton, englischer Adeliger († 1342)
- 25. Dezember: Alice de Lacy, englische Adelige, Countess of Lincoln, Lancaster und Leicester aus eigenem Recht († 1348)

### Genaues Geburtsdatum unbekannt
- Gilbert de Clare, Lord of Thomond, anglo-irischer Adeliger († 1307)
- Juri I. Daniilowitsch, Fürst von Moskau und Großfürst von Wladimir († 1325)
- Külüq Khan, Kaiser von China aus der mongolischen Yuan-Dynastie († 1311)
- Peter Mauley, 2. Baron Mauley, englischer Adeliger († um 1336)
- Orhan I., Sultan des Osmanischen Reiches und Begründer der Janitscharen († 1359)

### Geboren um 1281
- Agnes von Ungarn, Königin von Ungarn († 1364)
- Richard de Grey, englischer Adeliger und Militär († 1335)
- Hamdallah Mustaufi, iranischer Historiker und Geograph zur Zeit der Ilchane († um 1344)

## Gestorben

### Todesdatum gesichert

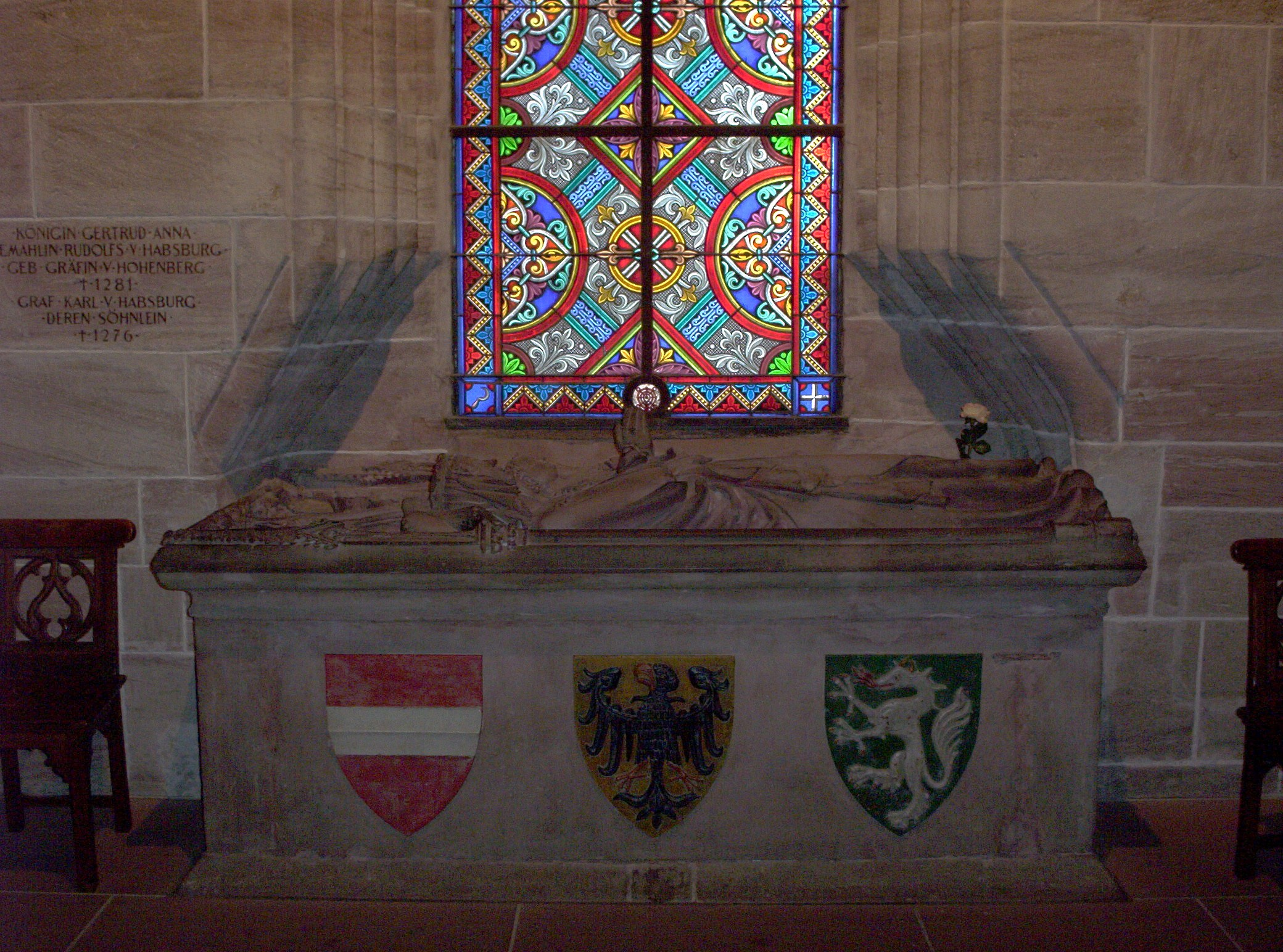
Tumba Gertruds von Hohenberg im Basler Münster

- 16. Februar: Gertrud von Hohenberg, Gräfin von Habsburg, Kyburg und Löwenstein und als Anna von Habsburg römisch-deutsche Königin (* um 1225)
- 17. Februar: Bruno von Schauenburg, Bischof von Olmütz, Berater und Diplomat des böhmischen Königs sowie Marschall und königlicher Stellvertreter in der Steiermark (* um 1205)
- 30. März: Konrad von Mure, Chorherr und Leiter der Stiftsschule am Zürcher Grossmünster (* um 1210)

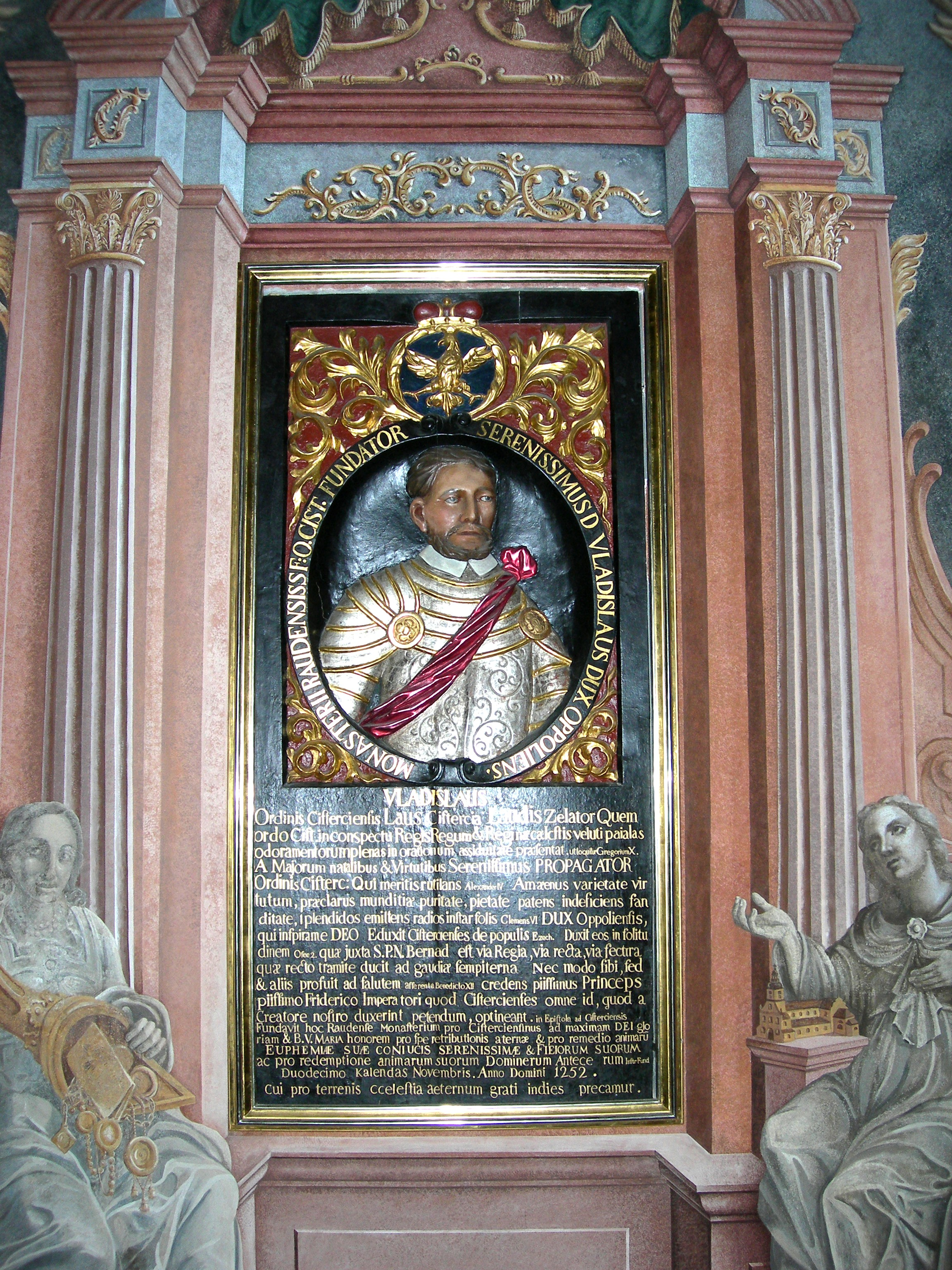
Epitaph von Herzog Władysław Opolski

- 14. Mai: Wladislaus I., Herzog von Oppeln-Ratibor (* um 1225)
- 22. Juli: Johann von Ennsthal, Bischof von Chiemsee und Bischof von Gurk
- 10. September: Johann II., Markgraf von Brandenburg (* um 1237)
- 17. September: Amadeus von Roussillon, Bischof von Valence
- 20. September: Isengard von Hanau, Gräfin von Weilnau (* um 1225)
- 20. September: Reinhard I. von Hanau, Herr von Hanau (* um 1225)
- 20. Dezember: Hartmann von Habsburg, Sohn des römisch-deutschen Königs Rudolfs I. und Graf von Habsburg (* um 1263)
- 24. Dezember: Heinrich V., Graf von Luxemburg, Graf von Laroche und Markgraf von Arlon (* 1216)

### Genaues Todesdatum unbekannt
- vor dem 25. Juli: Uilleam, 5. Earl of Mar, schottischer Adeliger und Guardian of Scotland
- nach dem 18. Oktober: Guy de Lusignan, französisch-englischer Kreuzritter und Herr von Couhé und Cognac
- Alina Basset, englische Adelige